# Frösakull
Frösakull är en tätort i Halmstads kommun i Hallands län. Frösakull ligger vid havet, cirka en halv kilometer från Tylösand.
Fram till och med år 2000 avgränsade SCB två separata småorter i den norra respektive västra delen av Frösakull. Därefter har dessa delar räknats som ingående i själva tätorten.

## Befolkningsutveckling
| Befolkningsutvecklingen i Frösakull 1980–2020        | Befolkningsutvecklingen i Frösakull 1980–2020 | Befolkningsutvecklingen i Frösakull 1980–2020 | Befolkningsutvecklingen i Frösakull 1980–2020 | Befolkningsutvecklingen i Frösakull 1980–2020 |
| ---------------------------------------------------- | --------------------------------------------- | --------------------------------------------- | --------------------------------------------- | --------------------------------------------- |
|                                                      |                                               |                                               |                                               |                                               |
| År                                                   |                                               |                                               | Folkmängd                                     | Areal (ha)                                    |
| 1980                                                 | 1980                                          |                                               | 305                                           |                                               |
| 1990                                                 | 1990                                          |                                               | 615                                           | 63                                            |
| 1995                                                 | 1995                                          |                                               | 894                                           | 66                                            |
| 2000                                                 | 2000                                          |                                               | 905                                           | 74                                            |
| 2005                                                 | 2005                                          |                                               | 1 635                                         | 205                                           |
| 2010                                                 | 2010                                          |                                               | 1 635                                         | 206                                           |
| 2015                                                 | 2015                                          |                                               | 2 296                                         | 394                                           |
| 2020                                                 | 2020                                          |                                               | 2 699                                         | 413                                           |
| Anm.: Ny tätort 1980. Sammanvuxen med Tylösand 2015. |                                               |                                               |                                               |                                               |

## Historia
Historiskt har naturen i Frösakull varit hårt ansatt av sanddriften som orsakades av hårt betestryck och avverkning av skog. Under 1800-talets slut påbörjades ett arbete med att stoppa flygsandfältens utbredning vilket gjordes genom att plantera sandrör, strandråg och bergtall.
Under början av 1900-talet ägdes en stor del av marken i Frösakull av Wapnö fideikomiss. I mitten på 1930-talet påbörjades en exploatering av området med byggandet av sommarstugor. Entreprenören David Wennerholm kunde 1934 köpa Mellersta Frösakull av Wapnö fideikomiss och idag är det tredje generationen i familjen Wennerholm som fortsatt äger en stor del av området.
Under andra hälften av 1900-talet har Frösakull utvecklats från att vara ett utpräglat sommarstugeområde till att bli ett område med många åretruntboende. 

## Natur
Stranden i Frösakull är den mellersta delen av den drygt fyra kilometer långa sandstranden i Tylöbukten som börjar med Tylösand i söder och avslutas med Ringenäs i norr.
Utmed hela stranden sträcker sig strandrågsklädda sanddyner och ovanför dynerna breder områden med tallar ut sig mellan husen.

## Samhället
Frösakull har flera förskolor, en grundskola för barn 6 till 11 år samt ett centrum med bland annat närbutik, vårdcentral, apotek och restaurang.